# Héctor Borda
Héctor A. Borda Leaño (n. Oruro; 13 de diciembre de 1927 – f. Malmö, 25 de enero de 2022) fue un poeta, antropólogo y político boliviano.

## Biografía
Se crio en Sucre en el seno de en una relativamente acomodada familia con estrechos vínculos en la política y la industria minera. Su padre fue el licenciado Ernesto Álvarez Borda y Vargas, científico, hombre de letras y Benemérito de la Patria por haber servido en la Guerra del Chaco. Éste era hijo natural de un administrador de minas en Colquechaca y una mujer humilde. Por otro lado, la madre de Borda Leaño, Victorina Leaño Aillón, perteneció a una familia de terratenientes potosinos y era nieta del magnate minero Jacobo Aillón. A pesar de pertenecer a una clase social privilegiada, Borda se interesó en una temprana edad por los problemas sociales y culturales de su país, inicialmente del punto de vista del falangismo. De muy joven militó en la Falange Socialista Boliviana (FSB) hasta que este partido formara pacto con el Movimiento Nacionalista Revolucionario (MNR) después del golpe de Hugo Banzer Suárez en 1971.
A mediados de los años 1940 formó parte de la segunda Gésta Bárbara, un movimiento poético e intelectual en Oruro que se inspiraba en el simbolismo brutal y la conciencia social de una previa generación de poetas como Carlos Medinaceli y Ricardo Jaimes Freyre. Luego, en 1955, se unió al Grupo Anteo, un grupo artístico fundado en Sucre por el pintor Walter Solón Romero, que juntaba la vanguardia del arte visual y literario en Bolivia. Entre los integrantes del Grupo Anteo se hallan varios de los más destacados personajes culturales de Bolivia en el siglo XX, como Gil Imaná, Humberto Díez de Medina, Eliodoro Ayllón y Lorgio Vaca.
Fue uno de los fundadores del movimiento cultural Prisma, que en la década de 1960 reunía la inteligentia boliviana de mayor reseña, junto con entre otros el poeta Pedro Shimose, el escritor Julio de la Vega, y los críticos literarios monseñor Juan Quirós y Raúl Rivadeneira Prada.
Borda Leaño fue diputado nacional por una coalición demócrata cristiana en la gestión de 1966-1970. Durante esta época la política de Borda Leaño se movió hacia la izquierda y junto con Walter Vazquez Michel abandonó la FSB para formar un nuevo proyecto político socialista con el entonces senador Marcelo Quiroga Santa Cruz. Una serie de golpes militares postergó la fundación de un nuevo partido socialista, pero en 1970 Borda Leaño entró como asesor político al ministerio de Minería e hidrocarburos en el gobierno socialista-militar de Juan José Torres. Luego de un nuevo golpe militar liderado por el general Hugo Banzer en 1971, tanto Borda Leaño como el presidente derrocado tuvieron que exiliarse a Buenos Aires. 
Allí, Borda Leaño se integró a los círculos intelectuales porteños de corte progresista y fue colaborador de importantes revistas literarias como Alberdi y El Escarabajo de Oro.  En 1972 publicó el poemario En esta oscura tierra, con ilustraciones del pintor argentino Ricardo Carpani, y el siguiente año obtuvo la licenciatura en antropología de la Universidad Nacional de La Plata.

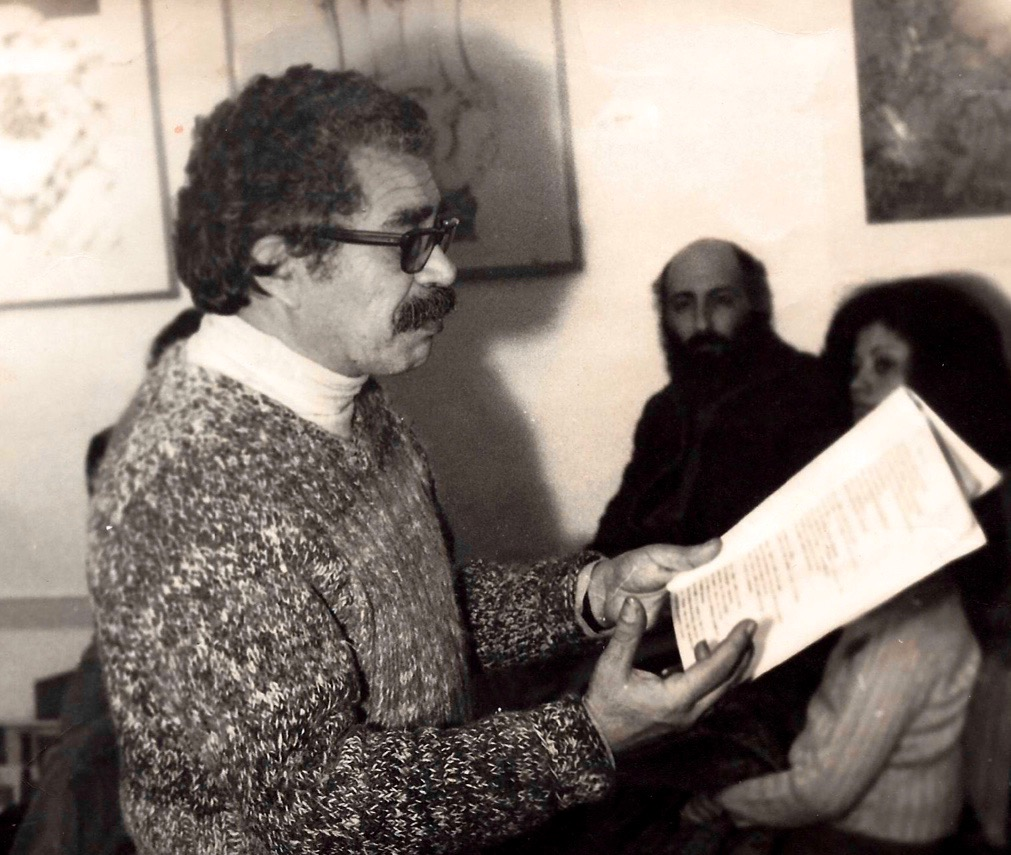
Recital de poesía de Borda Leaño, Buenos Aires en 1971.

Del Argentina se exilió de nuevo en Suecia en 1976, tras el golpe militar encabezado por Jorge Videla. En las elecciones convocadas en Bolivia en 1980 fue elegido senador por Oruro, pero no logró asumir su asiento antes de un golpe militar liderado por Luis García Mesa. Borda Leaño volvió a Bolivia recién con el retorno de la democracia en 1982, resumiendo su asiento de senador por el Partido Socialista 1 (PS1) en la gestión 1982-1985. Durante la violenta dictadura de Luis García Mesa, que duró entre 1980 y 1981, Borda Leaño denunció el "narco-gobierno" de García Mesa ante los parlamentos de España, Bélgica, Suecia y Holanda, con el fin de conseguir que estos países presionen al gobierno golpista.
Al concluir su carrera política, Borda Leaño se dedicó a la investigacíon antropológica y lingüística de la cultura quechua. Sin embargo hoy es más que nada reconocido por su producción literaria, de la que ha resultado siete poemarios. Sus poemas tratan sobre los desposeídos, los mineros, vendedores de la calle, los artilleros y las prostitutas. Según explicaba Borda Leaño: "antes de elaborar un poema exquisito sobre un tema vanal es preferible escribir, aún imperfectamente, una poesía que trate del hombre y sus circunstancias dramáticas y dolorosas."
Recibió el Primer Premio de Poesía Franz Tamayo (1967) por el libro La Ch'alla (1965) y de nuevo en 1970 con el libro Con Rabiosa Alegría. En 2010 el Estado Plurinacional de Bolivia le otorgó la medalla al mérito cultural Marina Núñez del Prado. Ese mismo año deja Borda Leaño la vida pública por definitivo y se instala de nuevo en Suecia. 
El filósofo argentino Rodolfo Kusch comenta en un ensayo la obra de Borda, diciendo: ”la palabra de Borda es revolucionaria. Pero de una gran revolución donde usar las armas será mezquino y torpe, porque no es la revolución de los obcecados, sino la revolución que se da en paz y denuncia la cobardía de diputados, profesores, militares y gobernantes…”
Borda Leaño falleció en Suecia el 25 de enero de 2022.

## Miscelánea
Borda Leaño fue internado en el infame campo de concentración de la isla del Coatí, en el lago Titicaca en 1947.
Por lado materno era primo segundo y amigo de infancia de Julio Garret Ayllón, quien fue Vicepresidente de la república y presidente del Senado en los años 80.
En la década 1950 Borda dirigió un canal de radio en Oruro que transmitía temas culturales en los campos mineros, y junto con el escritor Alberto Guerra Gutiérrez, organizaba recitales de poesía en las minas de estaño.
Aprendió el idioma quechua y cogió un gran afecto por la lengua y la cultura prehispánica.
Casó con Betty Oviedo Ávila, hija de hacendados tupizeños y emparentada con muchas de las históricas familias de Salta y Tupiza.

## Obras

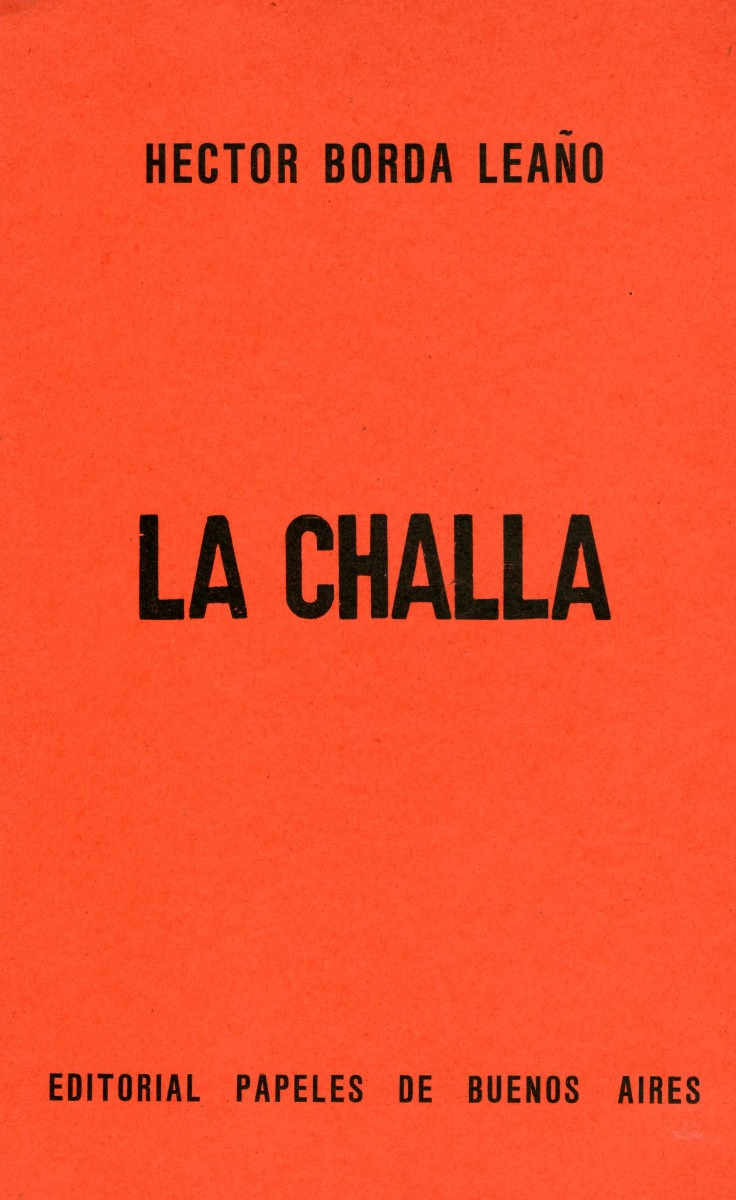
Portada de "La Challa", por Héctor Borda Leaño.

- 1965 La Ch'alla. Buenos Aires: Editorial Papeles de Buenos Aires.
- 1966 El sapo y la serpiente. Oruro: Universidad técnica de Oruro.
- 1970 Con rabiosa alegría. La Paz: Municipalidad de La Paz.
- 1972 En esta oscura tierra, with original engravings by Ricardo Carpani. Buenos Aires: Ediciones Dead Weight/Editorial Losada.
- 1997 Poemas desbandados. La Paz: Plural editores.
- 1998 Las claves del comandante. La Paz: Plural editores.
- 2013 Poemas para una mujer de noviembre. Tromsø: Series de E-poesías "Mariposa".